# 富塚三夫
富塚 三夫（とみづか みつお、1929年2月27日 - 2016年2月20日）は、日本の労働運動家、政治家。元日本労働組合総評議会（総評）事務局長、日本社会党衆議院議員（2期）。

## 経歴
福島県伊達郡国見町出身。1943年、国有鉄道に就職。1955年3月、明治大学政治経済学部(二部)卒。
1966年に国労東京地方本部委員長、1973年に国労本部書記長となる。
1975年の統一ストライキ（スト権スト）においては、公労協代表幹事として取り組んだ。
1976年7月から1983年7月まで7年間総評事務局長を務めた。
1983年12月の衆議院議員総選挙に旧神奈川5区より日本社会党公認で立候補し当選。1986年の総選挙は落選したが、1990年に返り咲く。91年には社会党国際局長に就任。その後も1993年に旧神奈川5区から、1996年は神奈川15区より民主党公認で立候補したが落選し、政界を引退した。
2009年、ポーランド大統領レフ・カチンスキより「十字型功労賞」授与。

## 人物
- スト権スト中、NHK総合テレビの特別番組で、当時官房副長官であった海部俊樹と討論をおこなった。このときの海部の一歩も引かない態度が視聴者の好感を呼び、1980年代後半ネオ・ニューリーダーと目される下地をつくった。

- スト権スト前から、倉石忠雄をはじめとする自民党内の労働族議員と接触を持ち、スト権付与に理解を示していた彼らを取り込むことで、交渉を有利に進めようとした[3]。しかし自民党内の三木おろしをめぐる駆け引き、鉄道からトラックへの貨物輸送のシフト、一般国鉄利用者の予想以上の反感など、大局を読み間違えたことが敗北につながった。

- 妥協の天才あるいは労働界のラスプーチンともいわれた。
  - 成田空港開港に際して、安全対策委員会の設立を名目に、三里塚闘争を行っていた三里塚芝山連合空港反対同盟へ成田市・芝山町・総評・運輸省・千葉県を入れてテーブルに着くことを持ちかけようとしたが、社会党オルグの加瀬勉に拒絶されている[4]。